# Tropocyclops jerseyensis
Tropocyclops jerseyensis är en kräftdjursart som beskrevs av Andreas Kiefer 1931. Tropocyclops jerseyensis ingår i släktet Tropocyclops och familjen Cyclopidae. Inga underarter finns listade i Catalogue of Life.